# スターブレード
『スターブレード』 (STARBLADE) は、ナムコがリリースした専用大型筐体にて稼働するアーケードゲーム。1991年稼働開始。先行作品『ギャラクシアン3』（1990年）の世界観を踏襲した、一人用の3DCGガンシューティングゲームとなっている。UGSFシリーズの1つである。
1994年にメガCD、3DOに移植された他、1995年には『スターブレードα』のタイトルでPlayStationに移植された。PlayStation版は2014年にPlayStation 3およびPlayStation Portable用ソフトとしてゲームアーカイブスにて配信された。
携帯電話アプリゲームとしては2003年にVアプリにて『スターブレード 突入編』、2004年に『スターブレード 激闘編』のタイトルでそれぞれ配信され、2008年には完全版がiアプリにて配信された。
アーケード版は2009年にWii用ソフトとしてバーチャルコンソールアーケードにて配信された。（現在は配信終了）
アーケード版はゲーム誌『ゲーメスト』の企画「第5回ゲーメスト大賞」（1991年度）にて、大賞4位、ベストシューティング賞6位、ベスト演出賞3位、ベストグラフィック賞1位、ベストVGM賞7位を獲得した。

## 概要
「戦闘機に乗り込んで戦う」という一人称視点を採用したゲームである。ただし、プレイヤーはその操縦には触れず、パイロットではなく砲手を担当する。つまり、実際は決められた進路と視野運動に沿って現れる敵を、両手で持つ大きな火砲型コントローラ（ガンシューティングとしては非常に取り回しの難しい大きさ）で狙い撃ち落す、オーソドックスなガンシューティングゲームである。
映画『スター・ウォーズ・シリーズ』等で見られるような宇宙戦闘を体感できる。内容は視覚、聴覚、触覚を刺激する“スター・ウォーズ・シミュレーター”と言えるものだった。事実、敵（及び味方）艦隊やアステロイドの間をすり抜けながらの飛行や敵勢力の惑星型最終兵器「レッド・アイ」への侵入突撃や、整列した建造物群の溝状の合間に上空から急降下で入り込んだりするなど、演出面で『スター・ウォーズ』を意識したような所が多くみられる。
システム基板には、同社のSYSTEM21（ポリゴナイザー）を採用している。本作では画面に登場する全てのオブジェクトが合計5基のDSPによってリアルタイムに生成・描画されている。本作に関連する『ギャラクシアン3』でも、国際花と緑の博覧会のパビリオンに出展したバージョンではリアルタイムレンダリングを行っている。
SYSTEM21ではテクスチャマッピングを施すことができず、すべてをポリゴンによる造型で表現する必要があったため、シーンによっては極端に精密なモデリングが行なわれており、その上に細かなビットマップによる文字情報やワイヤーフレームを組み合わせ、豊かな表現力を見せていた。
リアルタイムレンダリングポリゴンによるソリッド感と、ブリーフィングを除きゲームスタートからエンディングまでワンカットで進行する継ぎ目のないゲーム進行、乗り込み形の半開放式大型筐体によるダイナミックな宇宙空間の表現が臨場感を強調させた。
BGMについても、冒頭のブリーフィング以降の本編進行中にBGMは存在せず、高品質な爆発音やビームの発射音や音声通信の演出などがアンプ基板上のサラウンド処理ICによる4chステレオで聞こえる、ストイックで臨場感の高い内容だった。最終ボスと遭遇し、最終決戦からエンディングへと至る時になって初めてBGMが流れるという演出は、ゲーム業界では極めて新鮮で高い評価を受けた。ただしコレは様々な要因によりサウンドにメモリ容量を多く割く事が出来ず、BGMもワンポイントで流さざるを得なかったための「怪我の功名」的なものであり、意図したものではない。

## 無限遠投影と凹面鏡
非常にインパクトの強い筐体だったが、凹面鏡のため、筐体に乗り込んだプレイヤー以外からはゲーム画面の正常な視認が不可能な上、座高が許容範囲を超えた場合に映像の焦点が合わない弱点を持っていた。この問題は後の球面モニターを模索したO.R.B.S.筐体及びその製品版のp.o.d.筐体（完全密封で120度以上の視界）でも解決されていない。ヘッドマウントディスプレイも肉体的な許容範囲に限界があり、球形スクリーンへ投影する際の歪み補正技術の確立と合わせて今後の課題とされている。
この筐体は後に、日光の当たるところに置いてあると日光を凹面鏡が反射し、筐体の数メートル後方に日光が集まって火災が発生する可能性が指摘された。そのため「当製品廃棄の際は、凹面鏡を破壊してください」という注意書きと、移送時等に使用する遮光板が追加された。
しかし現実問題として、この運用制限を遵守しない/できないロケがかなりあり、最終的な対策として筐体の設計変更が行われ、凹面鏡は反射/集光度を下げたタイプのものに変更された。設計変更時点で出荷済みの筐体に関しては、ナムコ社より同等品の凹面鏡が供給され、全数交換がなされている。
この改修以降は、筐体の分割搬入時に、モニタが収まる頭上ルーフ部を取り外した状態、つまり凹面鏡に直射日光が射しこむ状態で屋外に長時間放置でもしない限り、凹面鏡の集光問題はまず影響なくなった。したがって、完成後の筐体を窓際に設置する程度なら安全上の問題はない。ただし、その改修の影響として、凹面鏡の光線反射率が下がったため、店内の照明で筐体周囲が少々明るい程度でも、画面が非常に暗く感じるようになってしまった。

## ゲーム内容
- プレイヤーは航宙機「FX-01 ジオソード」の砲手担当であり、コントローラーによって機体ではなく照準だけを操作し、敵機を攻撃する。コントローラーには両親指、両人差し指部分に計4つのショットボタンが着いているが、どれを押しても発射されるビームの能力に違いは無い。押しっぱなしにしても連射されないため、常に連打し続ける必要がある。

- 母艦での作戦に関するプリブリーフィングデモ終了後の発艦シーンからゲーム開始となる。味方艦隊を急襲する敵機群を撃破後、撤退する敵コマンダー機らを追ってワープ。浮遊機雷の設置された隕石地帯を抜け、敵艦隊群や、ビーム砲台の設置された空間構造体の間を縫っての戦闘後、機械化惑星「レッド・アイ」に到達、降下する。この際にも降下経路や破壊目標についてのブリーフィングデモが流される。地表に降下後、敵機と交戦しながら地上基地群を突破していき、レッド・アイの動力炉「オクトパス」内部に突入する。その動力源「パワーストーン」の破壊に成功しレッド・アイが爆発すると、デモシーンにて母艦より作戦完遂と帰投を促す通信が入るが、その直後空間レーダーがコマンダー機とサブコマンダー機、そして超巨大兵器「アイス・バーグ」の存在を感知し、新たにアイス・バーグ制圧ミッションが開始される。押し寄せる敵機の大群を破壊しつつ、アイス・バーグ構造体の隙間から中枢に続く通路へ突入。サブコマンダー機の大群などを倒しながら進んだ先にアイス・バーグの中枢動力炉が現れる。これの破壊に成功し脱出する際、コマンダー機が出現し脱出を妨害してくる。宇宙空間へ飛び出し、コマンダー機と対峙したところでプリブリーフィングデモ以来初めてBGMが演奏され、崩壊していくアイス・バーグを背に自機とコマンダー機との一対一の最終決戦が開始される。これを制すると真の作戦完遂メッセージが表示され、母艦が駐留する宙域へワープしエンディングとなる。

- 道中は以上の様な一本道で進行する。敵出現数、出現パターンやタイミングも基本的に固定だが、敵機の破壊状況によって同じシーン内でも、より難度の高い（あるいは低い）ルートへと自動分岐する場合がある。

- 敵弾が自機に当たるとシールドエネルギーが減っていき（減少量は敵弾の種類により異なる）、シールドゲージが赤色のゲージ領域まで低下すると警告ブザーと警告メッセージが大音量で発せられ続け、0未満になるとコントローラーが激しく振動しゲームオーバーとなる。ゲーム中、シールドエネルギーは一切回復しない。但しゲームオーバー後、継続プレイを行った場合は最大量まで回復し、その場からプレイ継続となる。なお隕石、戦艦、建造物や地表、空間構造体などの背景オブジェクトは自動回避し激突する事は無いが、進行ルートを完全に塞ぐ破壊可能な柱状構造体や通路の防御シャッターは破壊しないと激突してダメージを受ける。
- 一部の敵が発射する結晶状の弾、ミサイル、機雷、コマンダー機やアイス・バーグ動力炉の付属構造体が発射する黒いエネルギー弾は自機のビームで相殺することが可能。

- ゲーム中を通して何度も出現するコマンダー機は最終決戦まで破壊する事が出来ないが、画面から消えていなくなるまで自弾を一発当てるごとに100点入る。サブコマンダー機は破壊が可能である。

- 本ゲームの最終決戦でコマンダー機が放射するビームは回避手段が無い（ビームを放つ前か、放たれたビームが自機に到達する数秒の間にコマンダー機を撃墜するしかない）。なおコマンダー機との最終決戦開始直後、ミサイルと黒いエネルギー弾の攻撃の後に放たれるビームはゲーム展開上必ず被弾するため、ここまでにシールドエネルギーが残っていないとそこでゲームオーバーになってしまう。

- 本ゲームのハイスコアネーム入力はエンディングまで到達した場合のみ行える。ネーム登録後に専用BGMが演奏され、ポリゴンで描かれたネーム文字が10位から順に画面上を流れていき、最後に1位のネームが大きく表示されて終了する。

- 本ゲームには元々連射機能の設定が無いが、稼働開始後独自の連射装置を増設するロケーションが出現した。

## ストーリー
銀河連邦XXX、連邦惑星系上に突如として巨大な物体が出現した。それは"帝国"と名乗る未知の惑星から宣戦布告として送り込まれた機動惑星レッドアイだった。銀河連邦は危機に陥り、連邦宇宙軍はジオソード5機のチームからなるスターブレードを結成する。レッドアイを破壊すべく、人類の存亡をかけてオペレーション"スターブレード"を発動する。

## 移植版
- 家庭用ゲーム機ではメガCD（MDCD）、3DO、PlayStation（PS1）（この間に番外としてPlayStation 2〈PS2〉に「おまけ」収録。詳しくは後述）、Wiiの順に正式移植されている。
- 当時の最先端技術で作られたアーケードゲーム（のシステム基板）に対し、（PS2以前の）圧倒的に安価なアーキテクチャで作られている家庭用ゲーム機では本作レベルの3DCGグラフィックをフルポリゴンで描画処理するのは不可能であった。このため大半の移植版ではプリレンダリング（あらかじめ別の機材で生成した3DCGをムービー化、それをリアルタイムのゲームグラフィックと同期させる）による描画方式が採られ、解像度や動作フレーム数も低減されるなど、様々なデチューン化がされている。
- この他、フィーチャーフォンやスマートフォン用アプリケーションゲーム化もされている。

| No. | タイトル              | 発売日                                    | 対応機種                                                 | 開発元                   | 発売元       | メディア                                         | 型式                    | 備考                                             |
| --- | --------------------- | ----------------------------------------- | -------------------------------------------------------- | ------------------------ | ------------ | ------------------------------------------------ | ----------------------- | ------------------------------------------------ |
| 1   | スターブレード        | 1994年10月28日 1994年 1994年11月          | メガCD                                                   | テクノソフト             | ナムコ セガ  | CD-ROM                                           | T-14014 T-14025 4284-50 |                                                  |
| 2   | スターブレード        | 1994年12月16日 1994年                     | 3DO                                                      | ハイテック ラボ ジャパン | パナソニック | CD-ROM                                           | FZ-SJ5351               |                                                  |
| 3   | スターブレードα       | 1995年3月31日                             | PlayStation                                              | ハイテック ラボ ジャパン | ナムコ       | CD-ROM                                           | SLPS-00022              |                                                  |
| 4   | スターブレード 突入編 | 2003年12月17日                            | 256Kアプリ対応機種 （Vアプリ）                           | ナムコ                   | ナムコ       | ダウンロード                                     | -                       |                                                  |
| 5   | スターブレード 激闘編 | 2004年3月4日                              | 256Kアプリ対応機種 （Vアプリ）                           | ナムコ                   | ナムコ       | ダウンロード                                     | -                       |                                                  |
| 6   | 鉄拳5                 | 2005年2月25日 2005年3月31日 2005年6月24日 | PlayStation 2                                            | ナムコ                   | ナムコ SCE   | DVD-ROM                                          | -                       | アーケード版の移植、 ミニゲームとして収録        |
| 7   | スターブレード        | 2008年5月1日                              | iアプリ                                                  | バンナム                 | バンナム     | ダウンロード （ナムコ・ゲームス）                | -                       |                                                  |
| 8   | スターブレード        | 2009年4月21日                             | Wii                                                      | ナムコ                   | バンナム     | ダウンロード （バーチャルコンソール アーケード） | -                       | アーケード版の移植 2019年1月31日配信・発売終了。 |
| 9   | スターブレード        | INT 2013年2月28日                         | iPhone iPad (iOS)                                        | バンナム                 | バンナム     | ダウンロード (NAMCO ARCADE)                      | -                       | PlayStation版の移植                              |
| 10  | スターブレードα       | 2014年1月22日                             | PlayStation 3 PlayStation Portable (PlayStation Network) | ハイテック ラボ ジャパン | バンナム     | ダウンロード （ゲームアーカイブス）              | -                       | PlayStation版の移植                              |
| 11  | スターブレード        | INT 2015年6月9日                          | Android                                                  | バンナム                 | バンナム     | ダウンロード                                     | -                       |                                                  |
| 12  | スターブレード        | 2022年10月27日                            | メガドライブ ミニ2                                       | エムツー                 | セガ         | プリインストール                                 | HAA-2524                | メガCD版の移植                                   |

### 家庭用ゲーム機への移植事例詳説
メガCD版
1994年10月28日発売。NAMCOTレーベルで発売された。ナムコによると「開発にかかるコストと採算が見合った」というビジネス上の判断により、これがCD-ROMを媒体としたゲームをリリースした最初期の事例となった。
移植開発自体はメガドライブカートリッジソフト『サンダーフォース』シリーズで名を成したテクノソフトが担当。テクノソフトにとっては唯一手掛けたメガCDソフトという事になる。（開発内部レベルでは『サンダーフォース』のMDCD版に着手していたようだが形になる前にセガサターンに移行している。詳しくは当該項目などを参照）
本項冒頭に記載した理由により、PS2以前の移植版の中では最もダウングレードされた移植がされている。（敵機などの破壊可能なオブジェクトやおよびハイスコアランキングのみワイヤーフレーム表示を行っている　など）またゲーム中のみレイアウトが変更され、スコアやシールドゲージ等は画面右部分に集約。結果としてゲーム操作で使う部分が画面の8割ほどになっている。オープニングやエンディングなどはフルスクリーンとなっており、ネームエントリーではポリゴン表示で入力操作が可能となっている。
標準コントローラー以外にもマイコンソフト社製のアナログ操作用コントローラー「XE-1AP」やセガ純正の周辺機器「セガマウス」による照準操作に対応している。
3DO版
1994年12月16日発売。いわゆる「次世代機」と呼ばれる（当時としては高性能な）新しい世代の機械になり、フルスクリーンでアーケードと同様の画面構成になった。背景のプリレンダリングムービーがオリジナル・テクスチャによりグラフィックをリファインした2種類のモードを選ぶことが出来る。破壊可能オブジェクトはポリゴンによりリアルタイムレンダリングされている。
PlayStation版『スターブレードα』
1995年3月31日発売。基本は3DO版と同じだが、オリジナル・テクスチャマッピングの選択により破壊可能オブジェクトのテクスチャの有無も変更される。ゲームセンター版の映像を再現された「ノーマルモード」とポリゴンの表面にリアルな映像を張り付ける「テクスチャーモード」の2種類を選ぶことが可能。背景のムービーはCD-ROM内にPlayStation標準形式のSTRで格納されている。PS専用マウスによる照準移動が可能。2014年1月22日よりゲームアーカイブスで配信開始。
PS2用ソフト『鉄拳5』の「おまけ」収録
上記ソフトに収録。建前としては本編ゲームのロード中に遊べる「おまけ」であり、通常は本作の序盤しか遊べないが、ある条件を満たすと全編遊べるようになる。これは背景も含め全てのゲーム画像をゲーム機がリアルタイムで描画（レンダリング）するなどAC版と（ほぼ）同様になっている、初の完全移植版と言って差し支えないのだが、あくまでも「おまけ」なので本作が収録されていることの周知度が高いとは言えない。
Wii版
2009年4月21日より2019年1月31日までバーチャルコンソールアーケード用ソフトとして配信。全てのオブジェクトがリアルタイムレンダリングしているAC版の完全移植版が、本機種で正式にリリースされた。
操作方法はWiiリモコンでガンサイトを移動させる操作方法で、移植作品の中では操作感覚が最もアーケード版に近い。コントローラーの形状上、連射を行うことは出来ないがコンフィグでソフトウェア連射の実装が可能であった。
メガドライブ ミニ2収録版
セガがリリースする復刻系テレビゲーム機「メガドライブ ミニ2」（MDミニ2）に約50作のゲーム群の一つとしてMDCD版をプリインストール収録する。
MDミニ2は外見こそメガドライブ後期モデル「メガドライブ2」をベースに模したものだが、メガCDのソフトもいくつか収録されており、この中の一つとしてプリインストール。アーケード版と同様に照準のアナログ操作に対応しているが、MDミニ2のアナログ操作対応周辺機器は（公式には）シャープが昭和時代末期～平成時代初期に商品展開していたホビーパソコン・X68000用の周辺機器である「サイバースティック」を基にMDミニ2に対応させた「XE1AJ-USB“ サイバースティック ” 」と、BUFFALO社製品の中から指定されたマウスのみとなっている（XE-1APを素直に復刻するのではなくサイバースティックをシャープほか関係各位にお願いしてまで復刻しMDミニ2に対応させた理由については出典記事を参照されたい）。

### モバイルデバイスへの移植事例詳説
フィーチャーフォン（いわゆる「ケータイ」）用アプリとして、256KB仕様のアプリが提供されている。当時のケータイでは家庭用ゲーム機より遥かにロースペックでゲームに使えるストレージやメモリが限られていたこともあり、前編後編に分かれてのリリースだった。（後編に至ってはケータイオリジナルの展開で大分原典とは異なっていた）。その後、もう少しメモリ容量も向上し若干ディテールを挙げたアプリとなった。最終的にそこそこの状態で移植出来るようになったのはスマートフォン時代になってからである。（ただしリリースから10年近く経っていることもあり、最新のスマホ用OSに対応させているわけではない）

## 音楽
サウンドトラック
- ナムコ ゲーム サウンド エクスプレス VOL.6

『STARBLADE』『GALAXIAN³ PROJECT DRAGOON』のカップリング
- 細江慎治WORKS VOL.5

『CYBER SLED』『CYBER COMMANDO』『STARBLADE』のカップリング。

## スタッフ
- チーフ・ディレクター：中谷始
- アシスタント・ディレクター：K.KOBAYASHI
- プログラマー：松浦則政、斉藤仁人、大森靖
- 音楽、効果音：細江慎治
- ビジュアル・ディレクター：柳川渉
- ビジュアル・デザイン：熊谷直人、てじまむねゆき、木村正則
- インダストリアル・デザイン：N.YOSHIMATSU
- メカニカル・デザイン：かねばこしょうご、五十嵐博、T.WAKAYAMA、内田淳一
- エレクトリカル・デザイン：山田昌紀、O.MORITA、M.ITO
- プロデューサー：澤野和則、山田昌紀

## 評価
アーケード版
- ゲーム誌『ゲーメスト』誌上で行われていた「第5回ゲーメスト大賞」（1991年度）において、読者投票により大賞4位を獲得している。その他に、ベストシューティング賞で6位、ベスト演出賞で3位、ベストグラフィック賞で1位、ベストVGM賞で7位、年間ヒットゲームで50位を獲得した[21]。

- 1998年にそれまで発売されていたアーケードゲーム全てを対象に行われた『ゲーメスト』読者の人気投票によるゲーメストムック『ザ・ベストゲーム2』では、「任務完了と思えば敵の本拠地である『アイス・バーグ』と、最終ボスである『コマンダー』発見のデモが流れ、新たに任務が始まったり、最後に繰り広げられるコマンダーとの一騎打ちで、突然BGMがかかるなど、演出がよく、なんともいえない『カッコよさ』が光るゲームだった」と、演出面に関して絶賛した[22]。

メガCD版
- ゲーム誌『ファミコン通信』の「クロスレビュー」では8・7・7・6の合計28点（満40点）となっている[12]。

- ゲーム誌『メガドライブFAN』の読者投票による「ゲーム通信簿」での評価は以下の通りとなっており、22.5点（満30点）となっている[17]。

| 項目 | キャラクタ | 音楽 | お買得度 | 操作性 | 熱中度 | オリジナリティ | 総合 |
| 得点 | 3.6        | 3.7  | 3.4      | 4.4    | 3.7    | 3.7            | 22.5 |
- ゲーム本『メガドライブ大全』（2004年、太田出版）では、「破壊可能なオブジェクトは『すかすかの線画』のワイヤーフレームに変更され、アーケードそのままを再現とはいかなかった」と、移植度に関して問題点を指摘しているが、「処理を軽くして、遊びやすくしたのは英断」とゲーム性に関して肯定的に評価している[20]。

PlayStation版
ゲーム誌『ファミコン通信』の「クロスレビュー」では合計27点（満40点）、『Play Station Magazine』の読者投票による「ゲーム通信簿」での評価は以下の通りとなっており、19.7点（満30点）となっている。また、1998年に刊行されたゲーム誌『超絶 大技林 '98年春版』（徳間書店）では、「迫力の映像とストーリー性の高い展開が魅力」とグラフィックや設定に関して肯定的なコメントで紹介されている。
| 項目 | キャラクタ | 音楽 | お買得度 | 操作性 | 熱中度 | オリジナリティ | 総合 |
| 得点 | 3.4        | 3.5  | 3.4      | 3.0    | 3.2    | 3.3            | 19.7 |